# Ève Bazaiba

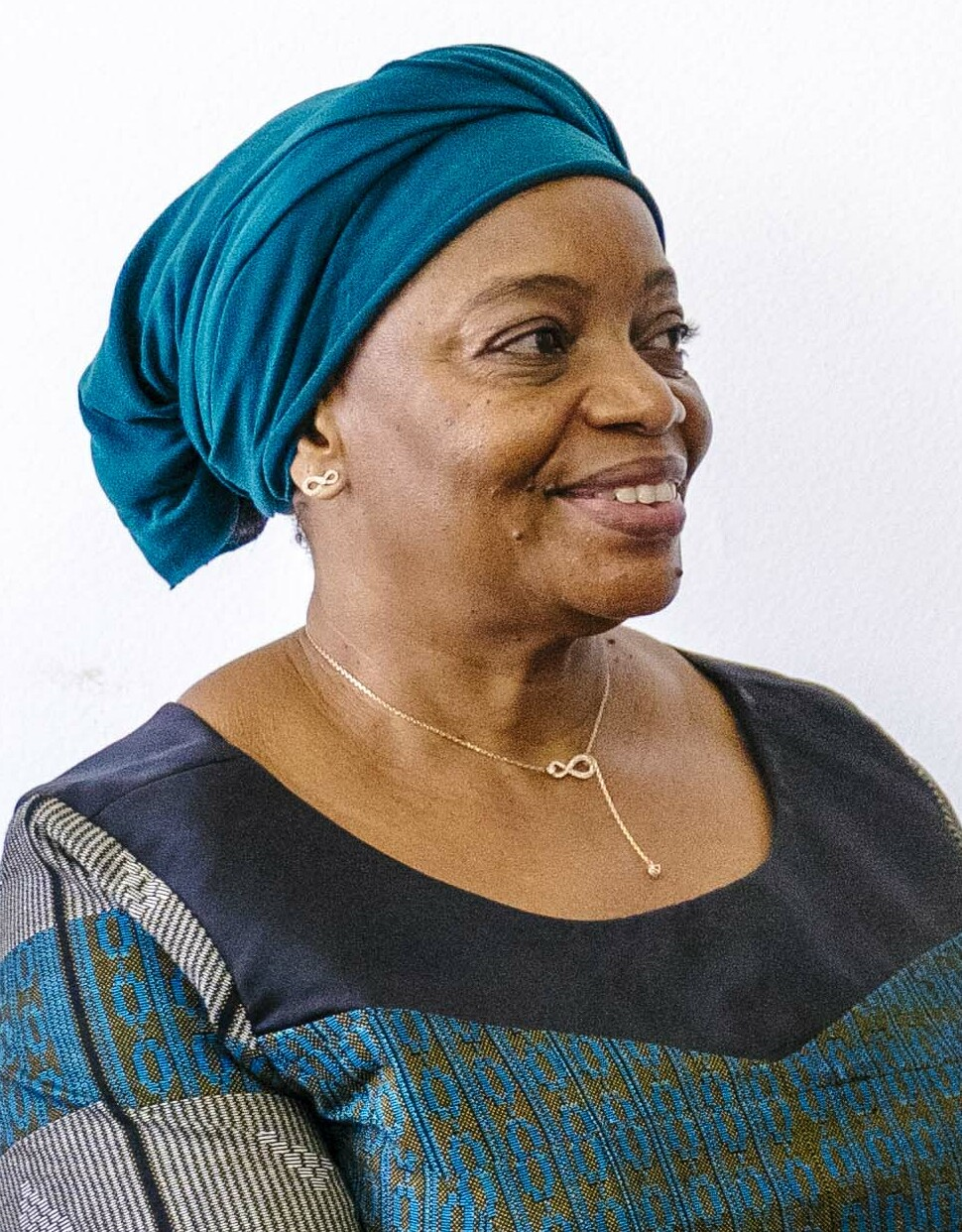
Eve Bazaiba 2022

Ève Bazaiba Masudi (geb. 12. August 1965, Kisangani, damals Province Orientale) ist eine Politikerin in der Demokratischen Republik Kongo.
Am 28. November 2011 wurde sie als Abgeordnete des Wahlbezirks Basoko gewählt. Seit 2012 ist sie Präsidentin der Commission socioculturelle der Nationalversammlung der Demokratischen Republik Kongo. Sie ist ein einflussreiches Mitglied der Union pour la démocratie et le progrès social (UDPS). Während der Wahlen 2006 war sie eine der Wortführerinnen der Union von Kandidat Jean-Pierre Bemba. Danach wurde sie Generalsekretärin des Mouvement de Libération du Congo (MLC) (seit Dezember 2014). Aus der Opposition ging sie 2021 über zur Regierung und wurde Umweltministerin im Rang der stellvertretenden Premierministerin.

## Leben
Ève Bazaiba ist die Tochter eines Soldaten aus der damaligen Province Orientale. Sie hat einen Abschluss in Latein und in Philosophie des Lycée Bosangani in Kinshasa. Danach studierte sie Sozialwissenschaften, Politik und Verwaltung an der Fakultät für Internationale Beziehungen an der Université de Mbujimayi, Fondation Cardinal Malula (UCM) und erwarb einen Abschluss in Rechtswissenschaften der Fakultät für öffentliches, internationales Recht der Université protestante au Congo (UPC).

### Karriere
1988 wurde Ève Bazaiba Mitkämpferin der UDPS. Sie wurde unter dem Regime von Mobutu Sese Seko mehrfach verhaftet, unter dem Regime von Laurent-Désiré Kabila für vier Tage eingekerkert und gerichtlich verfolgt durch die Regierung von Joseph Kabila, weil sie Korruption in der Bergbauindustrie öffentlich angeprangert hatte.
2002 war sie eine der Beteiligten in den Gesprächen von Sun City, die zur Gründung der Übergangsregierung (Gouvernement de transition de la république démocratique du Congo) und den Wahlen 2006 in der Troisième République (Dritten Republik) führten.
Von 2004 bis 2007 war sie Generalsekretärin für Afrika im Comitée international pour l’observation et l’application der Afrikanischen Charta der Menschenrechte und der Rechte der Völker. Eines ihrer Ziele ist es, Sexuelle Gewalt gegen Frauen in bewaffneten Konflikten als Verbrechen gegen die Menschlichkeit einstufen zu lassen.
2007 wurde sie in den Senat gewählt als Mitglied der MLC für die Assemblée provinciale de Kinshasa. Sie war Abgeordnete und führte eine der ständigen Kommissionen des Parlaments.
Danach wurde sie Präsidentin der Commission Socioculturelle in der Assemblée Nationale.
Sie ist zudem Präsidentin der Ligue des Femmes Congolaises pour les Élections (LIFCE). Progressiv setzt sie sich für eine stärkere Vertretung von Frauen in der Regierung ein und für ein Gleichgewicht der Rechte von Männern und Frauen in der Gesellschaft des Kongo. Im März 2014 brachte sie das erste Gesetzesprojekt durch, welches von einer Frau im Parlament des Kongo eingebracht wurde. Ein Gesetz zum Schutz von Menschen mit Behinderung in der Demokratischen Republik Kongo.
Am 12. April 2021 wurde Ève Bazaiba Masudi zur Vizepremierministerin und zur Ministerin für Umwelt und nachhaltige Entwicklung in Nachfolge von Claude Nyamugabo Bazibuhe ernannt. Zu ihren Aufgaben gehört es, das Staatsoberhaupt zur UN-Klimakonferenz in Glasgow 2021 zu begleiten, um Gelder zur Erhaltung der Wälder des Kongo einzuwerben.

## Familie
Ève Bazaiba ist mit Masudi verheiratet.